# علاء زينهم
علاء زينهم ممثل كوميدي مصري من مواليد 1950م.

## أعماله التلفزيونية
- أوبرا عايده.
- البرنس
- ونوس
- البيضا
- أبيض في أبيض
- عباسيه واحد
- كل ده كان ليه
- سهره (جميله)
- زينات والتلات بنات
- عفريت القرش
- زيزبنيا
- أميره في عابدين
- ألإمبراطور
- هوانم جاردن سيتى
- جسر الخطر
- بين شطين وميه
- النساء قادمون
- أمير الدعاة
- الملك فاروق
- مصر الجديدة
- عفاريت السيالة
- ليالى الحلميه الجزء التالت
- المشخصاتى
- الرجل والطريق
- العمدة هانم
- الحب موتا
- شط إسكندرية
- الفريسة والصياد
- الوديعة والذئاب
- لاأحد ينام في ألإسكندرية
- جحا المصري
- المرسى والبحار
- قصة ألأمس
- أم كلثوم
- أزمة سكر
- كريمه كريمه
- أختفاء سعيد مهران
- نعم مازلت آنسة
- مذكرات سيئه السمعة
- السائرون نياما
- أيو العريف
- يتربى في عزو
- ابن الأرندلي
- شرف فتح الباب
- أبو ضحكة جنان
- سلطان الغرام
- صرخة أنثى
- سكة الهلالي
- احنا الطلبة
- شباب رايق جدا
- شباب البومب

## أفلامه
- 2021 : نص يوم
- 2001: لحظات حب
- النوم في العسل
- الساحر
- مطب صناعي
- صياد اليمام
- بوشكاش
- يا أنا يا خالتي
- حاحا وتفاحة
- الباشا تلميذ
- لخمة راس
- عسل إسود
- نأسف للأزعاج
- فتوات السلخانة
- الطريق لمستشفى المجانين
- سحر العيون
- طيور الظلام
- أمير الظلام
- رد فعل
- هيه واحده
- يا أنا يا أنت
- آخر ديك في مصر
- اللعبة الأمريكاني

## مسرحيات
- الباشا في الفلاشة:2016
- البعبع
- نحن نشكر الظروف
- البراشوت
- مراتى تقريبا
- بودى جارد
- الزعيم
- الناس بتحب كده